# 핵티비즘

핵티비즘(hacktivism)은 정치·사회적 목적으로 이루기 위해 해킹하거나 목표물인 서버컴퓨터를 무력화하고 이런 기술을 만드는 운동이다. 해커와 정치행동주의를 뜻하는 액티비즘(Activism)의 합성어로 단순히 컴퓨터 보안장치를 풀고 침입하는 해커와는 차이가 있다. 최근 중국 인권담당기관이 웹사이트를 개설하자 이에 침입, 공식자료를 지우고 비판 서명을 띄우는 등 투쟁상대를 조롱하기도 한다.

## 관련 사건

### 대한민국
- 2013년 4월 4일, Anonymous에 의해 일어난 우리민족끼리사이트 및 북한계열 웹사이트에 대한 대규모 사이버 공격과 해당 사이트 회원들의 신상정보가 공개된 사건이 있었다.

## 관련 기사
- '어나니머스', 北 '우리민족끼리' 해킹했다…대북 선전포고 보관됨 2016-11-12 - 웨이백 머신

## 같이 보기
- 사이버테러리즘
- 전자민주주의
- 전술적 미디어
- 카오스 컴퓨터 클럽
- 시카다 3301
- 사이퍼펑크

## 참고 자료
- 이 문서에는 다음커뮤니케이션(현 카카오)에서 GFDL 또는 CC-SA 라이선스로 배포한 글로벌 세계대백과사전의 내용을 기초로 작성된 글이 포함되어 있습니다.